# 801 Helwerthia
801 Helwerthia је астероид главног астероидног појаса. Приближан пречник астероида је 33,23 ,
а средња удаљеност астероида од Сунца износи 2,605 астрономских јединица (АЈ).
Инклинација (нагиб) орбите у односу на раван еклиптике је 14,119 степени, а орбитални период износи 1536,514 дана (4,206 године). Ексцентрицитет орбите астероида износи 0,076.
Апсолутна магнитуда астероида износи 11,55 а геометријски албедо 0,038.
Астероид је откривен 20. марта 1915. године.